# Pölzig
Pölzig is een gemeente in de Duitse deelstaat Thüringen, en maakt deel uit van de Landkreis Greiz.
Pölzig telt 1.141 inwoners.